# Muurnavel
Muurnavel (Umbilicus rupestris) is een overblijvende plant uit de vetplantenfamilie (Crassulaceae).

## Determinatie
De wortel is knolachtig en draagt een rechte stengel die 10–60 cm hoog wordt. De vlezige bladeren aan de voet van de stengel staan in een rozet. De stengelbladeren zijn kleiner, en lijn-lancetvormig. De stengel is kaal. De bleke aren van meest dicht op elkaar staande klokvormige, groene tot roze bloemen verschijnen in mei, en de groene vruchten rijpen in de loop van de zomer. De tweeslachtige bloemen zijn radiaal symmetrisch, met een vijfdelige kelk, een vijfslippige kroon, en tien meeldraden. De vijf relatief kleine kelkblaadjes die aan hun basis zijn versmolten, zijn eivormig met een puntig uiteinde. De vijf kroonbladen zijn vergroeid tot een 7–10 mm lange, cilindrische kroonbuis.
De bladeren lijken wel wat op die van de gewone waternavel (Hydrocotyle vulgaris), maar de bladeren van die laatste hebben een gekartelde bladrand, en die soort staat in natte weilanden en op nog vochtiger plekken.

## Ecologie
Muurnavel groeit vaak op schaduwrijke muren of in vochtige rotsspleten waar weinig andere vaatplanten groeien.

### Syntaxonomie
Muurnavel is een kensoort van de muurvaren-klasse (Asplenietea).

## Verspreiding
Het verspreidingsgebied van muurnavel omvat Zuid- en West-Europa.

## Wetenschappelijke naam
Linnaeus gaf de soort in zijn Species plantarum van 1753 de naam Cotyledon umbilicus-veneris, een naam die hij overnam van Carolus Clusius. Linnaeus bracht onder Cotyledon nogal wat soorten samen waarvan men later vond dat die niet in hetzelfde geslacht thuishoorden. Het deel van het geslacht met de soort Cotyledon orbiculata hield de geslachtsnaam Cotyledon. Voor het deel dat de soort Cotyledon umbilicus-veneris omvatte, creëerde Augustin Pyramus de Candolle in 1801 het geslacht Umbilicus. De naam "Umbilicus umbilicus-veneris" levert dan een tautoniem op. In 1805 gaf De Candolle de soort daarom het nomen novum Umbilicus pendulinus, vanwege de min of meer hangende bloemen. In 1796 had Richard Anthony Salisbury echter voor dezelfde soort al de naam Cotyledon rupestris gepubliceerd. De geldige naam in Umbilicus is daarom Umbilicus rupestris.

## Synonymie
- Cotyledon umbilicus-veneris L. (1753)
- Cotyledon umbilicus-veneris var. tuberosa L. (1753)
  - Cotyledon tuberosa (L.) Halácsy (1901)
- Cotyledon umbilicata Lam. (1779)
  - Umbilicus umbilicatus (Lam.) Breistr. (1974)
- Cotyledon ombilicus Lam. (1786)
- Cotyledon rupestris Salisb. (1796), nom. inval.
  - Umbilicus rupestris (Salisb.) Dandy (1948)
- Umbilicus pendulinus DC. (1805)
- Cotyledon umbilicifolia Stokes (1812)
- Cotyliphyllum erectum Link (1831)
- Cotyliphyllum umbilicus Link (1831)
- Umbilicus simplex K.Koch (1846)
- Umbilicus deflexus Pomel (1875)
- Umbilicus patulus Pomel (1875)
- Umbilicus aetneus Tornab. (1887)
- Umbilicus vulgaris Batt. & Trab. (1905)
- Cotyledon neglecta Cout. (1939)
  - Umbilicus neglectus (Cout.) Rothm. & P.Silva (1940)